# Ruandische Fußballnationalmannschaft der Frauen
Die ruandische Fußballnationalmannschaft der Frauen ist die Fußball-Auswahl des ruandischen Fußballverbandes „Fédération Rwandaise de Football Association“. Sie ist die jüngste afrikanische Frauennationalmannschaft und nahm 2014 erstmals an der Qualifikation zur Afrikameisterschaft teil, die als Qualifikation für die WM 2015 gilt.

## Turniere

### Weltmeisterschaft
| 1991 in China bis 2011 in Deutschland | nicht teilgenommen |
| 2015 in Kanada                        | nicht qualifiziert |
| 2019 in Frankreich                    | nicht teilgenommen |
| 2023 in Australien und Neuseeland     | zurückgezogen      |
| 2027 in Brasilien                     | nicht qualifiziert |

### Afrikameisterschaft
- 1991 bis 2012 – nicht teilgenommen
- 2014 – nicht qualifiziert
- 2016 – nicht teilgenommen
- 2018 – nicht teilgenommen
- 2022 – zurückgezogen
- 2025: nicht qualifiziert
- 2026: nicht qualifiziert

Die Mannschaft bestritt in der Qualifikation zur Afrikameisterschaft 2014 ihr erstes Länderspiel, das in Kigali gegen Kenia mit 1:0 gewonnen wurde und bei dem Alice Niyoyita das erste Länderspieltor für Ruanda erzielte. Das Rückspiel wurde zwar mit 1:2 verloren, aufgrund der Auswärtstorregel wurde aber die 2. Qualifikationsrunde erreicht. Dort traf die Mannschaft im Mai und Juni auf Rekordmeister Nigeria und verlor zunächst das Heimspiel mit 1:4 und das Rückspiel in Nigeria anschließend mit 0:8.